# Loper Channel
Loper Channel är ett sund i Antarktis. Det ligger i Sydshetlandsöarna. Argentina, Chile och Storbritannien gör anspråk på området.